# Семёнова-Тян-Шанская, Анастасия Михайловна
Анастаси́я Миха́йловна Семёнова-Тян-Ша́нская (13 февраля 1913, Санкт-Петербург — 4 января 1992) — советский геоботаник, доктор биологических наук. Дочь М. Д. Семёнова-Тян-Шанского. В 2013 году опубликована книга её воспоминаний.

## Биография
В 1924 году поступила в первый класс. В 1931 году окончила школу, но другую в связи с реформированием седьмого класса старой школы в 1927 году.
Была попытка поступить в Ленинградский университет на биолого-почвенный факультет, из-за «непролетарского происхождения» её не приняли. По хлопотам её отца её взяли на работу препаратором в Отдел геоботаники Ботанического института АН СССР и она поступила на заочное отделение биофака, где училась у Н. А. Буша.
В 1930-е года она работала в экспедициях в Хибинах, а затем в Осетии. В 1936 году окончила Университет с отличием.
В 1939 году поступила в аспирантуру. В 1942 году была эвакуирована, вместе с другими сотрудниками Отдела геоботаники, в Казань.
Через недолгое время Анастасия Михайловна была вызвана в Москву в Институт географии для работы в составе бригады, которая вела работу над составлением специальных карт проходимости для театра военных действий на Украине, в Восточной Европе и на Дальнем Востоке.
В 1945 году Анастасия Михайловна вернулась в Ленинград и продолжила работу в Ботаническом институте по составлению геоботанических и ландшафтных карт.

## Научная деятельность
Анастасия Михайловна опубликовала 78 научных работ. 
В 1936 году Анастасия Михайловна защитила дипломную работу на тему «Луга и пастбища долины р. Свияги». В 1941 году защитила кандидатскую диссертацию в Ботаническом институте на тему «Динамика растительного покрова в связи с процессами эрозии почв на примере Приволжской возвышенности».
В 1967 году защитила докторскую диссертацию на тему «Динамика степной растительности». В 1970-х годах она вела большую работу по охране природы, подготовив и обосновав предложения по созданию заповедных территорий и заказников в Ленинградской области.
В 1982 году она вышла на пенсию и продолжала работать учёным секретарём в комиссии по охране окружающей среды при Русском Ботаническом Обществе.